# Kilij Arslan I
Kilij Arslan I (în turcă otomană قلج أرسلان, în turcă Kılıç Arslan) a fost sultanul Sultanatului selgiuc de Rum în perioada anilor 1092–1107. El a condus sultanatul în timpul primei Cruciade și prin urmare a suferit primul din partea invaziilor cruciaților. Cu toate acestea, el a restabilit sultanatul de Rum după moartea lui Malik Șah I și i-a învins pe cruciați în trei bătălii în timpul cruciadei din 1101.

## Domnie
Kilij Arslan pentru o perioadă îndelungată de timp s-a aflat în prizonierat în Persia. După ce a scăpat de acolo, a obținut din nou tronul paternal și și-a extins posesiunile în detrimentul bizantinior. La începutul primei Cruciade, cruciații au început să traverseze Sultanatul, prima mulțime, slab organizată formată în mare parte din țărani, condusă de Petre Sihastrul, a fost înfrântă complet (1097), însă nu a putut face față armatei și cavaleriei grele a lui Godefroy de Bouillon.
La 14 mai 1097, cruciații lui Bouillon s-au apropiat de Niceea, un oraș bizantin capturat de selgiucizi. Garnizoana orașului a trimis în grabă un mesager lui Arslan, care la acel moment era angajat într-un război cu Danișmenizii în Cappadocia pentru posesia orașului Melitene. Kilij nu a reușit să transfere trupele în Niceea și orașul asediat a fost cucerit și transferat împăratului Bizantin Alexie I Comnenul; ulteror cruciații l-au învins la Dorileea, în Pisidia. În Cappadocia, Kilij Arslan a învins armata daneză din 1.500 de ostași a lui Sven Cruciatul, fiul regelui Svend al II-lea al Danemarcei. În timpul asediului sângeros al Antiohiei, Kilij Arslan a luptat până la urmă, însă creștinii au fost decisivi.
Ulterior, Kilij Arslan în 1101, a distrus trei corpuri de trupe creștine recent sosite. Din acel moment, cruciații au ales o altă cale de trecere spre Palestina, ocolind sultanatul de Rum. Kilij și-a petrecut sfârșitul vieții luptând împotriva emirilor rebeli și sa scufundat în timpul uneia dintre bătălii.

## Războiul și moartea în Siria

Cruciada lui 1101

După cruciade, el sa mutat spre est, luând pe Harran și pe Diyarbakir. În 1107 el a cucerit Mosul, dar a fost învins de Mehmed I de Marele Seljuq susținut de Ortoqids și Fakhr al-Mulk Radwan de la Aleppo la bătălia de pe râul Khabur. După ce a pierdut bătălia, Kilij Arslan a murit încercând să fugă peste râu.